# Charles Galibert

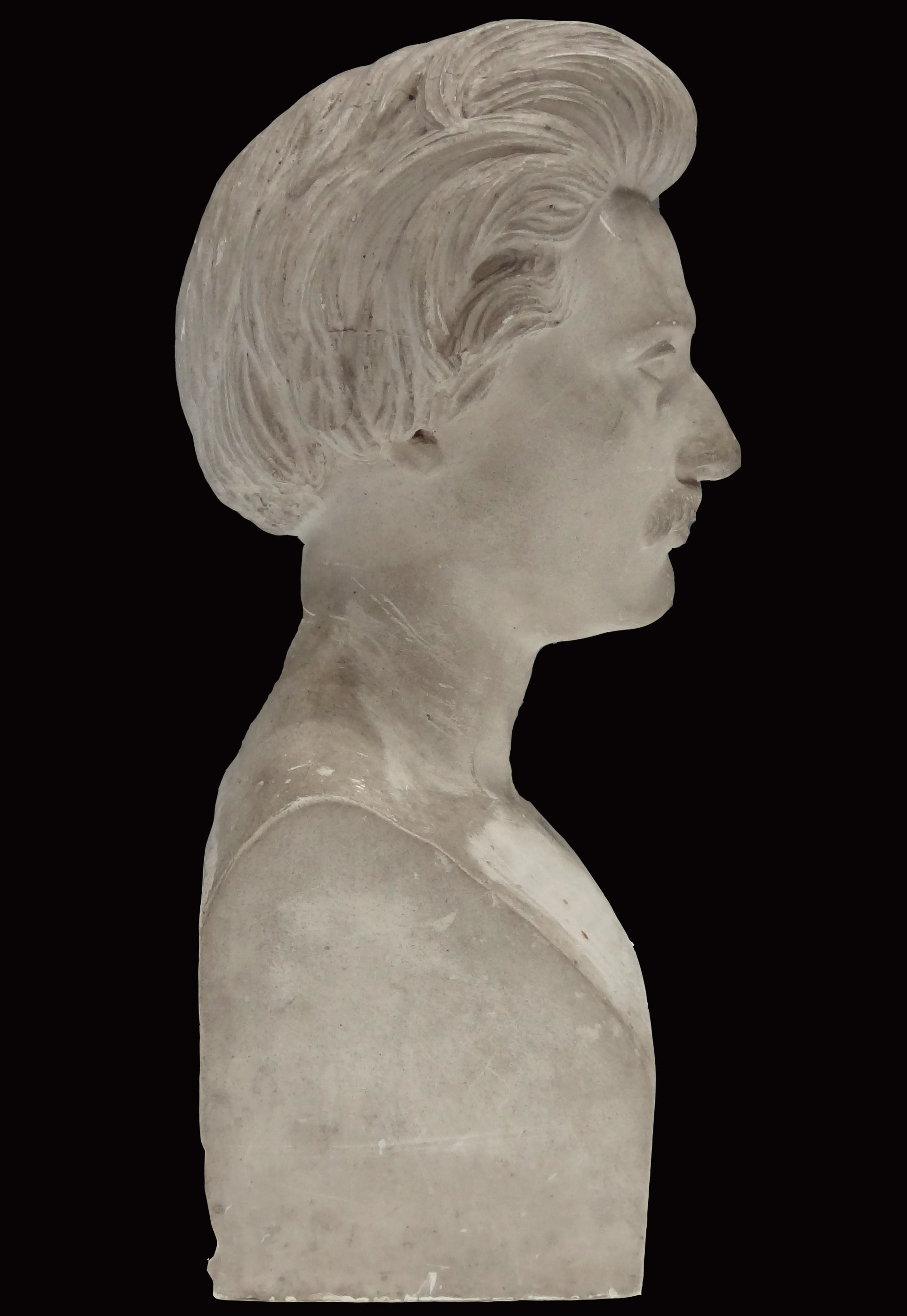
Charles Galibert, Büste von Jean-Joseph Perraud (1853)

Pierre Charles Christophe Galibert (* 8. August 1826 in Salins-les-Bains; † 7. August 1858) war ein französischer Komponist.
Galibert studierte ab 1845 am Conservatoire de Paris, wo er Schüler von François Bazin, Antoine Elwart und Fromental Halévy war. Nach einem zweiten Preis 1851 gewann er mit der Kantate Les rochers d’Appenzell nach einem Text von Edouard Monnais den Premier Grand Prix de Rome.
Nach dem mit dem Preis verbundenen Aufenthalt in der Villa Medici in Rom 1854–55 und einer anschließenden Reise durch Italien und Deutschland kehrte Galibert 1857 nach Frankreich zurück. Im Folgejahr vollendete er die Oper Après l’orage nach einer Dichtung von Henri Boisseaux, die am Théâtre Bouffes-Parisiens mit großem Erfolg uraufgeführt wurde. Sie blieb die einzige Oper Galiberts, der im gleichen Jahr am Vortag seines 32. Geburtstages starb.